# プロセッション
『プロセッション』（Procession、直訳は「行列」もしくは「行進」）は、アメリカのエレクトリック・ジャズ・バンド、ウェザー・リポートの11枚目のスタジオ・アルバム。このアルバムから新しいメンバーが3名参加している。
ジャコ・パストリアスに代わってヴィクター・ベイリーがベースに、ピーター・アースキンに代わってオマー・ハキムがドラマーとして加わっている。また、ホセ・ロッシーがパーカッションとして新しく顔ぶれに加わっている。
「オマー・ハキムがヴィクターとホセを見つけてきた」とされる場合があるが、彼らは3人とも、ジョー・ザヴィヌルとウェイン・ショーターに直接会う前に、既にウェザー・リポートとの契約を結んでいた。
収録曲の「ホエア・ザ・ムーン・ゴーズ」は、マンハッタン・トランスファーのメンバーによって歌われた、バンド初となる曲全体に歌詞のある楽曲であった。この方向性は続く3枚のアルバムにも引き継がれ、ボーカルをフィーチャーした楽曲を収録していくこととなる。
多くのファンや批評家達が、このアルバムのことを、このバンドの最もすばらしい作品のうちの一枚だと考えている。

## 収録曲
| #  | タイトル                                               | 作詞                       | 作曲                   | 時間 |
| -- | ------------------------------------------------------ | -------------------------- | ---------------------- | ---- |
| 1. | 「プロセッション - "Procession"」                      |                            | ザヴィヌル             | 8:42 |
| 2. | 「プラザ・リアル - "Plaza Real"」                      |                            | ショーター             | 5:30 |
| 3. | 「トゥー・ラインズ - "Two Lines"」                     |                            | ザヴィヌル             | 7:43 |
| 4. | 「ホエア・ザ・ムーン・ゴーズ - "Where the Moon Goes"」 | ナン・オバーン、ザヴィヌル | ザヴィヌル             | 7:50 |
| 5. | 「ザ・ウェル - "The Well"」                            |                            | ショーター、ザヴィヌル | 4:00 |
| 6. | 「モラセズ・ラン - "Molasses Run"」                    |                            | ハキム                 | 5:49 |

## パーソネル
- ジョー・ザヴィヌル (Joe Zawinul) - キーボード
- ウェイン・ショーター (Wayne Shorter) - テナーサックス、ソプラノサックス
- オマー・ハキム (Omar Hakim) - ドラム、ギター、ボーカル
- ヴィクター・ベイリー (Victor Bailey) - ベース
- ホセ・ロッシー (Jose Rossy) - パーカッション
- マンハッタン・トランスファー (Manhattan Transfer) - ボーカル (「ホエア・ザ・ムーン・ゴーズ」)